# Hayden Paddon

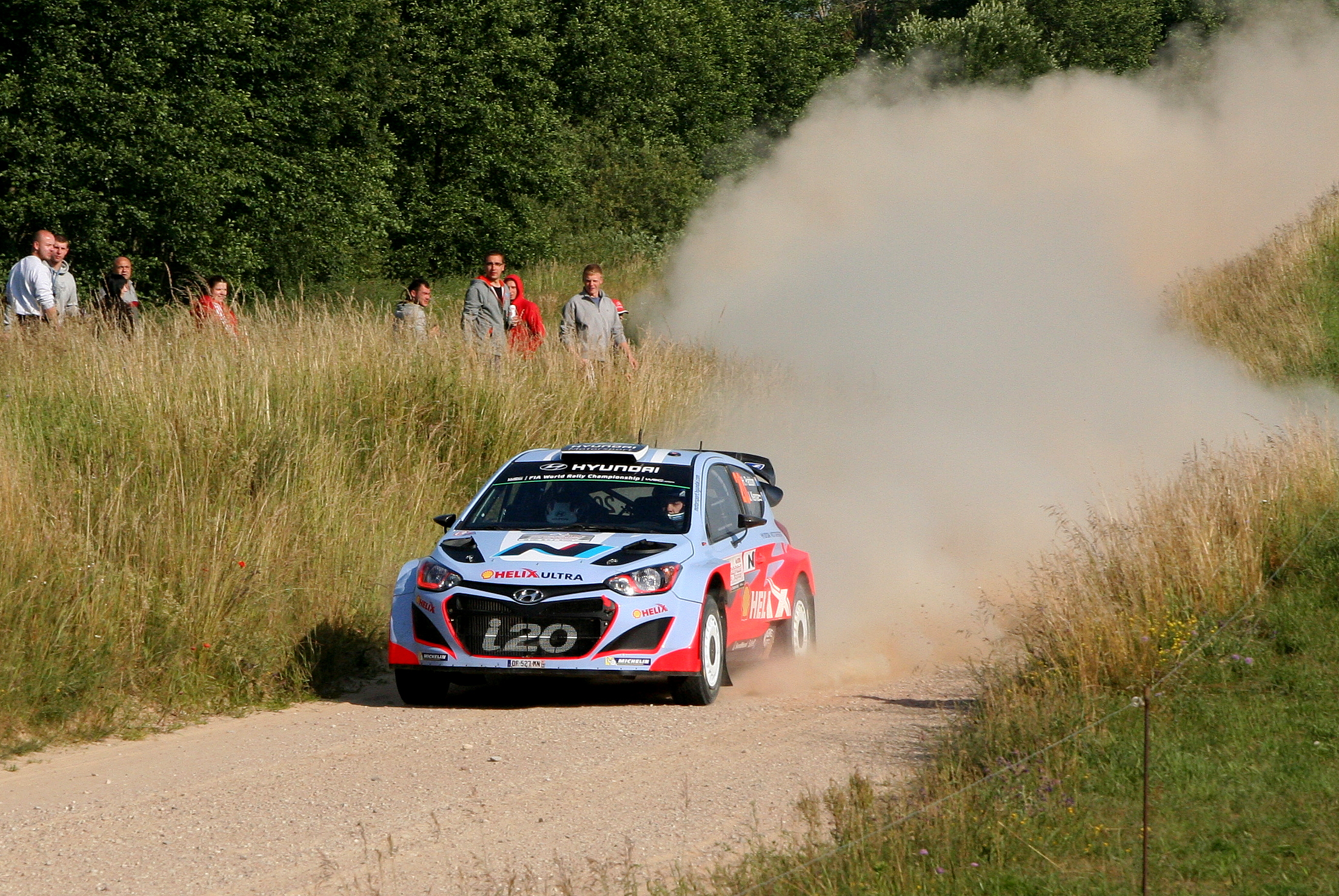
Hayden Paddon podczas Rajdu Polski w roku 2014

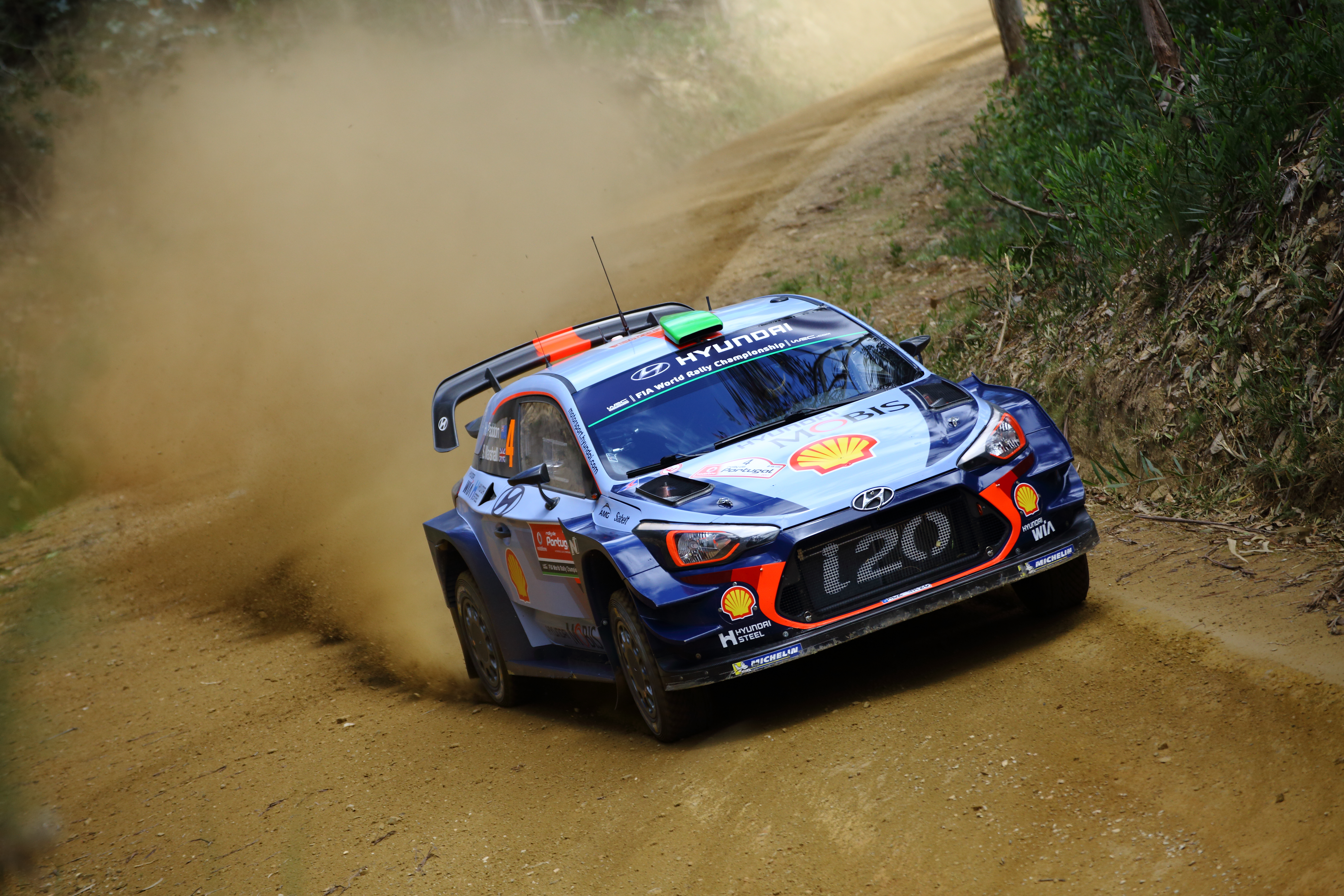
Hayden Paddon podczas Rajdu Portugalii w roku 2017

Hayden Paddon (ur. 20 kwietnia 1987 roku w Geraldine) – nowozelandzki kierowca rajdowy.
Debiutował w rajdach w 2007 roku, startując w rajdzie Nowej Zelandii. W 2010 roku w Rajdowych Mistrzostwach Świata w kategorii PWRC zajął trzecie miejsce, a rok później wygrał tę klasyfikację, wygrywając pięć z sześciu rund, w których startował. Od roku 2014 startuje w rajdach WRC w zespole Hyundai World Rally Team. W sezonie 2014 wygrał swój pierwszy odcinek specjalny podczas Rajdu Hiszpanii. W sezonie 2023 i 2024 został Rajdowym Mistrzem Europy.

## Zwycięstwa w rajdach WRC[4]
| # | Rajd               | Sezon | Pilot        | Samochód        |
| - | ------------------ | ----- | ------------ | --------------- |
| 1 | 36. Rajd Argentyny | 2016  | John Kennard | Hyundai i20 WRC |

## Starty w rajdach WRC
| Sezon | Zespół                                       | Samochód                                                        | 1  | 2  | 3  | 4          | 5  | 6  | 7  | 8  | 9  | 10 | 11 | 12 | 13 | 14 | 15 | 16 | Punkty | Miejsce |
| ----- | -------------------------------------------- | --------------------------------------------------------------- | -- | -- | -- | ---------- | -- | -- | -- | -- | -- | -- | -- | -- | -- | -- | -- | -- | ------ | ------- |
| 2007  | Paddon Direct Green Team Team Jordan         | Mitsubishi Lancer Evolution VIII Mitsubishi Lancer Evolution IX | -  | -  | -  | -          | -  | -  | -  | -  | -  | -  | 49 | -  | -  | -  | -  | NU | -      | -       |
| 2008  | Paddon Direct Green Team                     | Mitsubishi Lancer Evolution IX                                  | -  | -  | -  | -          | -  | -  | -  | -  | -  | -  | 12 | -  | -  | -  | -  |    | -      | -       |
| 2009  | Hayden Paddon                                | Mitsubishi Lancer Evolution IX                                  | -  | -  | -  | Portugalia | -  | -  | -  | -  | -  | 9  | -  | -  |    |    |    |    | -      | -       |
| 2010  | Pirelli Star Driver Hayden Paddon            | Mitsubishi Lancer Evolution X Mitsubishi Lancer Evolution IX    | -  | -  | -  | 26         | 14 | 20 | -  | 21 | 19 | 12 | 35 | -  | 19 |    |    |    | -      | -       |
| 2011  | New Zealand World Rally Team Hayden Paddon   | Subaru Impreza WRX STi Subaru Impreza STi R4                    | -  | -  | 11 | -          | -  | 9  | -  | 19 | -  | 6  | -  | 34 | 13 |    |    |    | 10     | 18.     |
| 2012  | Hayden Paddon                                | Škoda Fabia S2000                                               | -  | 23 | -  | 16         | -  | -  | 12 | NU | -  | 26 | NU | -  | 20 |    |    |    | -      | -       |
| 2013  | Hayden Paddon Qatar M-Sport World Rally Team | Škoda Fabia S2000 Ford Fiesta RS WRC                            | -  | -  | -  | -          | -  | -  | -  | 11 | 8  | 17 | -  | 8  | -  |    |    |    | 8      | 18.     |
| 2014  | Hyundai Motorsport N                         | Hyundai i20 WRC                                                 | -  | -  | -  | -          | -  | 12 | 8  | 8  | -  | 6  | -  | 9  | 10 |    |    |    | 19     | 14.     |
| 2015  | Hyundai Motorsport N                         | Hyundai i20 WRC                                                 | -  | 5  | 17 | 16         | 8  | 2  | 4  | NU | 9  | 5  | 5  | 6  | 5  |    |    |    | 84     | 9.      |
| 2016  | Hyundai Motorsport N                         | Hyundai i20 WRC                                                 | 25 | 5  | 2  | 1          | NU | NU | 3  | 5  | 5  | -  | 6  | 4  | 4  | 4  |    |    | 138    | 4.      |
| 2017  | Hyundai Motorsport N                         | Hyundai i20 Coupe WRC                                           | NW | 7  | 5  | 6          | 6  | NU | NU | 2  | NU | 8  | -  | 8  | 3  |    |    |    | 74     | 8.      |
| 2018  | Hyundai Shell Mobis WRT                      | Hyundai i20 Coupe WRC                                           | -  | 5  | -  | -          | -  | NU | 4  | 4  | -  | 3  | 7  | -  | 2  |    |    |    | 73     | 8.      |

## Wyniki wRajdowych Mistrzostwach Europy[4]
| Rok  | Zespół          | Samochód             | 1     | 2     | 3     | 4     | 5     | 6     | 7      | 8    | Pkt. | Msc. |
| ---- | --------------- | -------------------- | ----- | ----- | ----- | ----- | ----- | ----- | ------ | ---- | ---- | ---- |
| 2022 |                 | Hyundai i20 N Rally2 | PRT1  | PRT2  | ESP1  | POL   | LAT 6 | ITA   | CZE    | ESP2 | 15   | 33.  |
| 2023 | BRC Racing Team | Hyundai i20 N Rally2 | PRT 1 | ESP 2 | POL 2 | LAT 2 | SWE 2 | ITA 3 | CZE NU | HUN  | 163  | 1.   |

## Występy w PWRC
| Sezon | Zespół                               | Samochód                                                        | 1     | 2     | 3     | 4     | 5      | 6     | 7   | 8      | 9     | Punkty | Miejsce |
| ----- | ------------------------------------ | --------------------------------------------------------------- | ----- | ----- | ----- | ----- | ------ | ----- | --- | ------ | ----- | ------ | ------- |
| 2011  | Hayden Paddon                        | Subaru Impreza WRX STi                                          | SWE 0 | POR 1 | ARG 1 | FIN 1 | AUS 1  | ESP 8 | GBR |        |       | 104    | 1.      |
| 2010  | Pirelli Star Driver                  | Mitsubishi Lancer Evolution X Mitsubishi Lancer Evolution IX    | SWE   | MEX   | JOR   | NZL 1 | FIN 3  | DEU 2 | JPN | FRA 7  | GBR 3 | 97     | 3.      |
| 2008  | Paddon Direct Team Green             | Mitsubishi Lancer Evolution IX                                  | SWE   | ARG   | GRE   | TUR   | FIN    | NZE 4 | JPN | GBR    |       | 5      | 21.     |
| 2007  | Paddon Direct Team Green Team Jordan | Mitsubishi Lancer Evolution VIII Mitsubishi Lancer Evolution IX | SWE   | MEX   | ARG   | GRE   | NZE 17 | JPN   | IRL | GBR NU |       | 0      | NK.     |